# Pimpla flavicoxis
Pimpla flavicoxis är en stekelart som beskrevs av Thomson 1877. Pimpla flavicoxis ingår i släktet Pimpla och familjen brokparasitsteklar. Arten är reproducerande i Sverige.

## Underarter
Arten delas in i följande underarter:
- P. f. flavopostscutellata
- P. f. nigrescens